# Psychoda macispina
Psychoda macispina és una espècie d'insecte dípter pertanyent a la família dels psicòdids.

## Descripció
- La femella fa 0,83-1,12 mm de llargària a les antenes (0,95-1,22 en el cas del mascle), mentre que les ales li mesuren 1,55-2,32 de longitud (1,35-1,80 en el mascle) i 0,62-0,97 d'amplada (0,55-0,77 en el mascle).
- Les antenes presenten 16 segments.[2]

## Distribució geogràfica
Es troba a Indonèsia: Papua Occidental.